# Гейман Олег Айзікович
Оле́г Га́йзікович Ге́йман (нар. 16 липня 1957, місто Харків) — український політик. Народний депутат України. Кандидат технічних наук.

## Освіта
У 1979 р. закінчив Український заочний політехнічний інститут (за спеціальністю «Обладнання та технологія зварювального виробництва»). У 2001 році закінчив Харківську академію міського господарства (за спеціальністю «Економіка підприємства»).
Кандидат технічних наук. Працює над докторською дисертацією у сфері індустріальних проблем розвитку при НАНУ. Має наукові праці.

## Трудова діяльність
У 1983— 1984 рр.  служба в армії.
Працював старшим майстром харківського заводу «Світло шахтаря», старшим майстром «Харьковавтотехобслуживание», начальником Люботинський майстерень Південної залізниці; заступником голови «Виробничого кооперативу «Імпульс»; комерційним директором виробничої фірми «АВЕК»; генеральним директором приватної фірми «Регіон —  Росія»; комерційним директором АТ «Циклон»; директором КП «ХАКІС».
У 2002— 2007 рр. — директор ДП «Харківський релейний завод «Радіореле».

## Політична діяльність
З жовтня 2007 р. — народний депутат України VI скликання, входить до складу парламентського комітету з питань економічної політики. Член групи з міжпарламентських зв'язків з Австралією, Вірменією, Ізраїлем, Китаєм, Росією, США, Тунісом. Був членом бюро Харківської обласної організації політичної партії Всеукраїнське об'єднання «Батьківщина», в травні 2010 р. був виключений з партії «за дії, несумісні з членством в партії», член депутатського об'єднання «За Харківщину!» (до січня 2009 р. —  «За Харків!»). Член депутатської групи "Реформи заради майбутнього», голова підкомітету Верховної Ради з питань економічної політики, захисту прав споживачів та споживчої кооперації (дані на 19.10.2011).

## Нагороди
У 2004 р. нагороджений почесною грамотою Верховної Ради України.